# Rodolfo Guerra
Rodolfo Guerra Fontana (Madrid, 21 de mayo de 1935) es un abogado y político español. 

## Biografía
Estudió Derecho en la Universidad de Barcelona, donde se doctoró en Criminología. Ha sido miembro del Colegio de Abogados de Barcelona. En 1958 fue militante del Movimiento Socialista de Cataluña y posteriormente del Partido de los Socialistas de Cataluña, partido con el que fue elegido diputado por la circunscripción electoral de Barcelona en las elecciones generales de 1977, 1979 y 1982. En 1986 no se presentó a la reelección. Fue miembro de la Fundación Taller Escuela de Barcelona.